# Seneca Falls (Nowy Jork)
Seneca Falls – miasto w Stanach Zjednoczonych, w stanie Nowy Jork, w hrabstwie Seneca.